# Colegio Tabancura
El Colegio Tabancura es un colegio privado católico de educación masculina básica y media ubicado en el barrio del mismo nombre en la comuna de Vitacura, Santiago de Chile.

## Historia
Fue fundado en 1970, como el segundo colegio de la Sociedad Educacional, agrupación de apoderados ligada al Opus Dei en Chile. Durante su historia, el colegio ha formado numerosos políticos y empresarios prominentes, y ha liderado varias veces las listas de puntajes de admisión universitaria, siendo considerado un colegio de élite.